# Kurt Malangré
Kurt Malangré (ur. 18 września 1934 w Akwizgranie, zm. 4 października 2018 tamże) – niemiecki polityk, prawnik i samorządowiec, w latach 1973–1989 nadburmistrz Akwizgranu, poseł do Parlamentu Europejskiego I, II, III i IV kadencji.

## Życiorys
Studiował prawo na Uniwersytecie w Bonn oraz na Uniwersytecie Kolońskim. Praktykował w zawodzie prawnika. W 1967 wstąpił do Unii Chrześcijańsko-Demokratycznej, dwa lata później uzyskał mandat radnego Akwizgranu. W 1971 stanął na czele frakcji radnych CDU, rok później wszedł w skład władz miejskich. Od 1973 do 1989 był nadburmistrzem Akwizgranu.
W latach 1979–1999 przez cztery kadencje sprawował mandat eurodeputowanego, zasiadając we frakcji Europejskiej Partii Ludowej. Pełnił m.in. funkcje wiceprzewodniczącego Komisji ds. Regulaminu i Petycji, Komisji ds. Weryfikacji Mandatów, Komisji ds. Petycji oraz Komisji ds. Kwestii Prawnych i Praw Obywatelskich.
Odznaczony m.in. Krzyżem Zasługi na Wstędze i Krzyżem Zasługi I Klasy Orderu Zasługi Republiki Federalnej Niemiec. W 2004 wyróżniony tytułem honorowego obywatela swojej rodzinnej miejscowości.